# Forza Motorsport 5
Forza Motorsport 5 es un videojuego de carreras y simulación automovilística desarrollado por Turn 10 Studios, publicado por Microsoft Studios y lanzado el 22 de noviembre de 2013 exclusivamente para la consola Xbox One de la saga Forza Motorsport. Fue mostrado el 21 de mayo en el evento Xbox Reveal, donde se enseñó la nueva consola de Microsoft y varias cosas más.

## Game play
El juego fue lanzado con 200 coches de 50 distintas marcas y 14 circuitos para competir, incluyendo el circuito de Spa-Francorchamps, Mount Panorama, Yas Marina y el circuito de la Sarthe. Durante los 12 primeros meses después de lanzamiento del juego se podrán comprar 10 coches por mes como contenido descargable.